# Karl Hjalmar Branting
Karl Hjalmar Branting (n. 23 noiembrie 1860, Parohia Klara⁠(d), Over-Governors office⁠(d), Suedia – d. 24 februarie 1925, Gustav Vasa parish⁠(d), Comitatul Stockholm, Suedia) a fost un om politic suedez.

## Biografie
Karl Hjalmar Branting, mai cunoscut sub numele de Hjalmar Branting, s-a născut la Stockholm, în Suedia, la data de 23 noiembrie 1860. A fost fondatorul (în anul 1889) și liderul Partidului Social-Democrat din Suedia, unul dintre conducătorii Internaționalei a II-a. A contribuit la separarea pașnică dintre Norvegia și Suedia, în anul 1905. A fost primul politician socialist din Europa care a ajuns la putere în urma alegerilor legale prin sufragiu universal din 1920. Ca prim ministru, a condus intrarea Suediei în Liga Națiunilor.
A fost în fruntea a trei guverne socialiste, între anii 1920 și 1925 (cu întreruperi), practicând o politică socială avansată. În perioada 1921 - 1923, a reprezentat Suedia la diferite conferințe postbelice, în calitate de ministru al afacerilor străine.
Karl Hjalmar Branting s-a stins din viață la 24 februarie 1925.

## Distincții
În anul 1921, Karl Hjalmar Branting a împărțit Premiul Nobel pentru Pace cu Christian Lous Lange.